# Gabriel Gietzky
Gabriel Gietzky est un acteur, scénariste, réalisateur, enseignant, directeur de théâtre et producteur polonais né le 2 août 1969 à Wieluń.